# George Schneiderman
Pour les articles homonymes, voir Schneidermann.

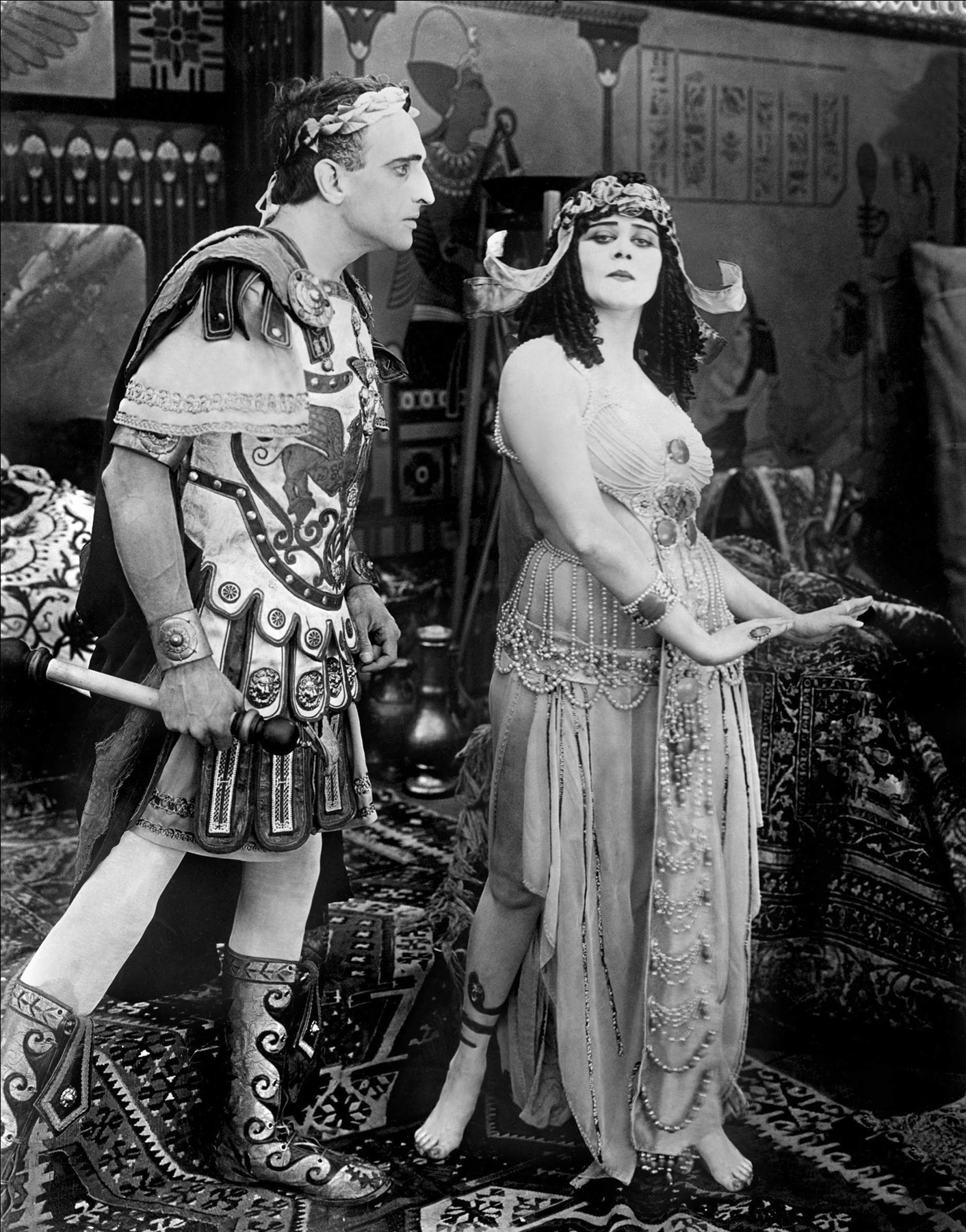
Cléopâtre (1917) : Fritz Leiber (César) et Theda Bara (Cléopâtre)

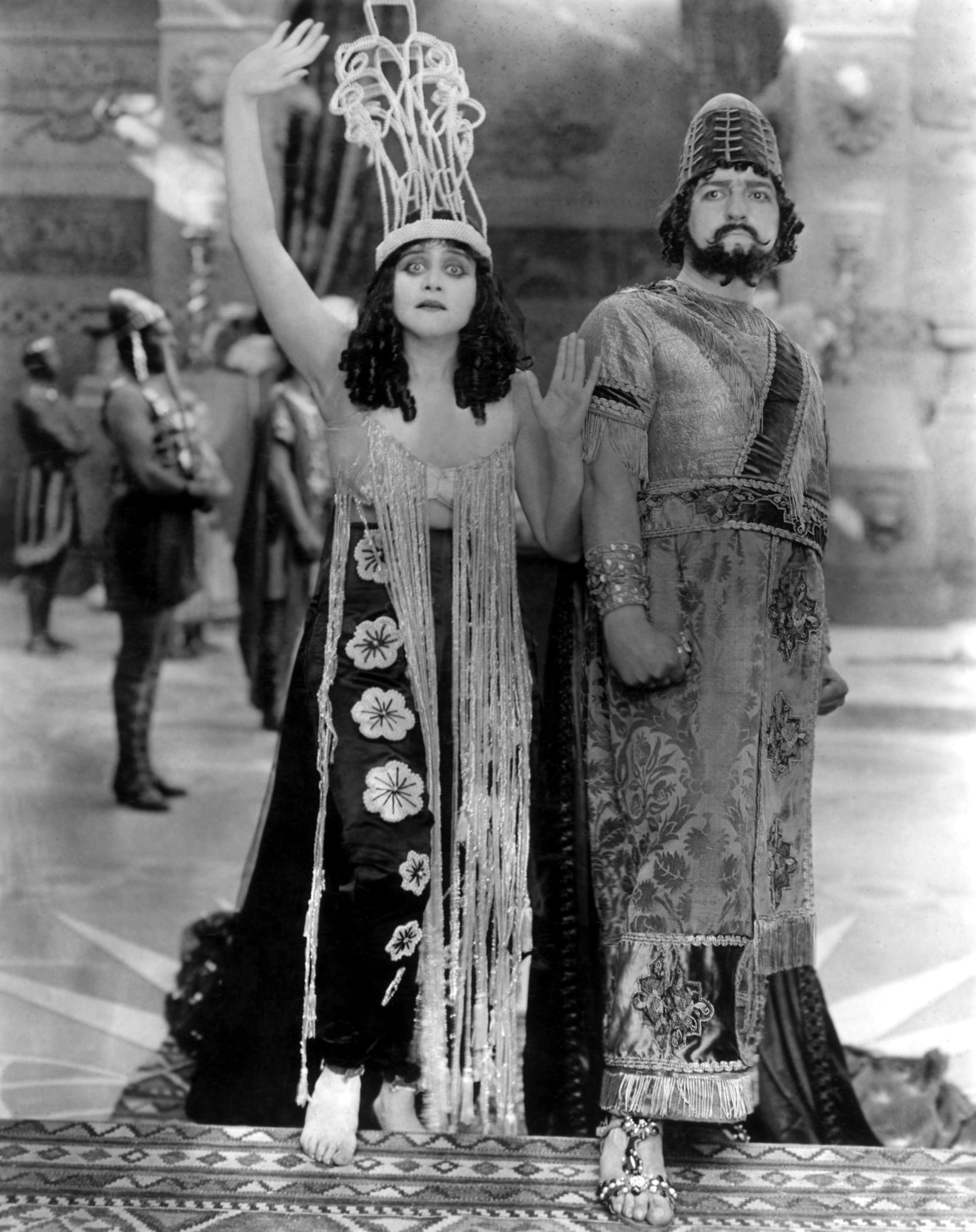
Salomé (1918) : Theda Bara (Salomé) et G. Raymond Nye (Hérode)

George Schneiderman (parfois crédité George Schneidermann), A.S.C., né le 20 septembre 1894 à New York (État de New York), mort le 19 novembre 1964 à Los Angeles — Quartier de Van Nuys (Californie), est un directeur de la photographie américain.

## Biographie
George Schneiderman débute au cinéma sur deux films sortis en 1915, d'une part Embrasse-moi, idiot de Frank Powell (comme cadreur), d'autre part Carmen de Raoul Walsh (comme chef opérateur), chacun avec Theda Bara. Il retrouve celle-ci sur deux réalisations de J. Gordon Edwards, Cléopâtre (1917, où Fritz Leiber personnifie Jules César) et Salomé (1918) — à noter que les trois derniers films pré-cités (avec l'actrice dans les rôles-titres) sont à ce jour réputés perdus, partiellement ou entièrement —.
Jusqu'en 1940, année où il se retire, Schneiderman contribue en tout à quatre-vingt-sept films américains (dont cinquante-quatre muets), y compris plusieurs westerns. Il reste surtout connu comme l'un des collaborateurs attitrés de John Ford, qu'il assiste sur vingt-deux de ses films (dont plusieurs également réputés perdus), le premier étant Just Pals (1920, avec Buck Jones et Helen Ferguson) ; les trois derniers sont Le Monde en marche (1934, avec Madeleine Carroll et Franchot Tone), Judge Priest (1934, avec Will Rogers et Anita Louise), et Steamboat Round the Bend (1935, avec Will Rogers et Anne Shirley). Dans l'intervalle, il retrouve John Ford notamment sur Le Cheval de fer (1924, avec George O'Brien), Trois Sublimes Canailles (1926, avec George O'Brien et J. Farrell MacDonald), La Maison du bourreau (1928, avec Victor McLaglen), et Doctor Bull (1933, avec Will Rogers et Marian Nixon).
Outre les quatre réalisateurs déjà nommés, George Schneiderman travaille aussi avec Frank Lloyd (ex. : Les Misérables, adaptation de 1917 du roman de Victor Hugo, avec William Farnum jouant Jean Valjean), D.W. Griffith (Le Grand Amour en 1918, avec George Fawcett et Lillian Gish), Leo McCarey (Madame et ses partenaires en 1930, avec Edmund Lowe et Leila Hyams), ou encore Frank Borzage (ex. : Jeune Amérique en 1932, avec Spencer Tracy et Ralph Bellamy), entre autres.

## Filmographie partielle

### Comme directeur de la photographie (sauf mention contraire)
- 1915 : Embrasse-moi idiot (A Fool There Was) de Frank Powell (cadreur)
- 1915 : Carmen de Raoul Walsh
- 1917 : Les Misérables (titre original) de Frank Lloyd
- 1917 : La Reine des Césars (Cleopatra) de J. Gordon Edwards
- 1917 : Un drame d'amour sous la Révolution (A Tale of Two Cities) de Frank Lloyd
- 1918 : Salomé (Salome) de J. Gordon Edwards
- 1918 : À côté du bonheur (The Great Love) de D. W. Griffith
- 1920 : Pour la sauver (Just Pals) de John Ford
- 1920 : Son cornac (Her Elephant Man) de Scott R. Dunlap
- 1921 : Bare Knuckles de James Patrick Hogan
- 1921 : Jackie de John Ford
- 1921 : Queenie de Howard M. Mitchell
- 1921 : Colorado Pluck de Jules Furthman
- 1921 : Children of the Night de John Francis Dillon
- 1921 : Singing River de Charles Giblyn
- 1922 : Le Forgeron du village (The Village Blacksmith) de John Ford
- 1922 : Pardon My Nerve ! de B. Reeves Eason
- 1923 : Cameo Kirby de John Ford
- 1923 : L'Image aimée (The Face on the Bar-Room-Floor ou The Love Image) de John Ford
- 1923 : La Tornade (Hoodman Blind) de John Ford
- 1924 : Le Ravageur (The Roughneck) de Jack Conway
- 1924 : Le Cheval de fer (The Iron Horse) de John Ford
- 1924 : Les Cœurs de chêne (Hearts of Oak) de John Ford
- 1925 : La Fille de Négofol (Kentucky Pride) de John Ford
- 1925 : Extra Dry (Thank You) de John Ford
- 1925 : Lazybones de Frank Borzage
- 1926 : Trois Sublimes Canailles (3 Bad Men) de John Ford
- 1926 : La Chevauchée de la mort (The Johnstown Flood) d'Irving Cummings
- 1926 : Gagnant quand même (The Shamrock Handicap) de John Ford
- 1926 : L'Aigle bleu (The Blue Eagle) de John Ford
- 1926 : Black Paradise de Roy William Neill
- 1927 : The Auctioneer d'Alfred E. Green
- 1927 : Two Girls Wanted d'Alfred E. Green
- 1928 : Les Quatre Fils (Four Sons) de John Ford
- 1928 : La Maison du bourreau (Hangman's House) de John Ford
- 1928 : Napoleon's Barber de John Ford (court métrage)
- 1930 : Good Intentions de William K. Howard
- 1930 : Born Reckless de John Ford et Andrew Bennions
- 1930 : Scotland Yard de William K. Howard
- 1930 : Madame et ses partenaires (Part Time Wife) de Leo McCarey
- 1931 : A Holy Terror d'Irving Cummings
- 1932 : Jeune Amérique (Young America) de Frank Borzage
- 1932 : The Gay Caballero d'Alfred L. Werker
- 1932 : Almost Married (en) de William Cameron Menzies
- 1932 : Robbers' Roost de David Howard et Louis King
- 1933 : Doctor Bull de John Ford
- 1933 : Infernal Machine de Marcel Varnel
- 1933 : Deux Femmes (Pilgrimage) de John Ford
- 1933 : Arizona to Broadway de James Tinling
- 1934 : Le Monde en marche (The World moves on) de John Ford
- 1934 : Orient-Express de Paul Martin
- 1934 : Cocktail d'amour (en) (George White's Scandals) de Thornton Freeland, Harry Lachman et George White
- 1934 : Judge Priest de John Ford
- 1935 : Le Roman d'un chanteur (Metropolitan) de Richard Boleslawski
- 1935 : Steamboat Round the Bend de John Ford
- 1935 : George White's 1935 Scandals
- 1936 : Au seuil de la vie (The Devil is a Sissy) de W. S. Van Dyke
- 1937 : 52nd Street d'Harold Young
- 1938 : The Gladiator d'Edward Sedgwick
- 1938 : Trompe-la-mort (Flirting with Fate) de Frank McDonald